# Měls mě vůbec rád (singel)
Měls mě vůbec rád – debiutancki singel Ewy Farnej z czeskiego albumu Měls mě vůbec rád. Jego premiera odbyła się 25 września 2006 roku.

## Pozycje na listach przebojów
| Lista          | Najwyższa pozycja |
| -------------- | ----------------- |
| Czeskie Top 50 | 3                 |
| Radio Top 100  | 3                 |